# Stellifer zestocarus
Stellifer zestocarus és una espècie de peix de la família dels esciènids i de l'ordre dels perciformes.

## Morfologia
- Els mascles poden assolir 20 cm de longitud total.[4][5]

## Hàbitat
És un peix de clima tropical i demersal que viu fins als 27 m de fondària.

## Distribució geogràfica
Es troba al Pacífic oriental: des de Panamà fins a l'Equador.

## Ús comercial
És present als mercats locals.

## Observacions
És inofensiu per als humans.